# Gare de Bonnemain
Gare de Bonnemain vasútállomás Franciaországban, Bonnemain településen.

## Vasútvonalak
Az állomást az alábbi vasútvonalak érintik:
- Rennes–Saint-Malo-vasútvonal

## Kapcsolódó állomások
A vasútállomáshoz az alábbi állomások vannak a legközelebb:
- Gare de Dol-de-Bretagne (Gare de Saint-Malo, Rennes–Saint-Malo-vasútvonal)
- Gare de Combourg (Gare de Rennes, Rennes–Saint-Malo-vasútvonal)